# Жакен, Жюст
Жюст Жакен (фр. Just Jaeckin; 8 августа 1940[…], Виши, Алье, Франция — 6 сентября 2022[…], Сен-Мало, Иль и Вилен, Франция) — французский режиссёр и фотограф, наиболее известный созданием эротического фильма «Эммануэль» в 1974 году.

## Биография
Родился в Виши. С 7 до 15 лет жил в деревне Сент-Марин, коммуна Комбри, регион Бретань. Учился в парусной школе Гленан.
В 1958 году в качестве фотографа отправился в Алжир, где шла война за независимость, и пробыл там 28 месяцев, в том числе делая снимки Ахмеда бен Белла и аль-Махди бен Барки. Работал на «Filipacchi» и «Mademoiselle Âge tendre».
Позднее снимал знаменитостей, в том числе сделал известный обнажённый снимок американской актрисы Джейн Фонда. Печатался в Elle, Marie Claire, Vogue, Sunday Times, Queen, Harper’s Bazaar.
В 1972 году получил от Ива Руссе-Руара предложение снять полнометражный фильм и поставил «Эммануэль» — эротический фильм, экранизацию романа Эммануэль Арсан «Эммануэль». Фильм вышел очень успешным — собрал 8 миллионов зрителей во Франции.
Позднее снимал другие эротические фильмы — в частности, «Историю О» и «Любовника леди Чаттерлей», — однако такого же успеха уже не достиг.
Жена Анна, дочь Жюли. В 2001 году вместе с женой открыл галерею, где выставлял свои снимки.
Скончался на 83-м году жизни 6 сентября 2022 года после продолжительной болезни. Жюст Жакен умер в окружении супруги и дочери.

## Фильмография
- 1974: Эммануэль
- 1975: История О
- 1977: Мадам Клод
- 1978: Последний романтический любовник[фр.]
- 1979: Частные коллекции[итал.]
- 1980: Девушки[англ.]
- 1981: Любовник леди Чаттерлей
- 1984: Гвендолин